# Theme Park Inc
Theme Park Inc (noto negli Stati Uniti d'America come SimCoaster) è un videogioco gestionale prodotto dalla Bullfrog Productions nel 2001, e pubblicato dalla Electronic Arts. 
Il videogioco è il seguito di Theme Park World.